# Bukovica (Zenica, BiH)
Bukovica je naseljeno mjesto u gradu Zenici, Federacija Bosne i Hercegovine, BiH.

## Stanovništvo

### 1991.
Nacionalni sastav stanovništva 1991. godine, bio je sljedeći:
ukupno: 188
- Muslimani - 155
- Srbi - 33

### 2013.
Nacionalni sastav stanovništva 2013. godine, bio je sljedeći:
ukupno: 138
- Bošnjaci - 133
- ostali, neopredijeljeni i nepoznato - 5